# Mae West
Mae West, pseudonimo di Mary Jean West (New York, 17 agosto 1893 – Los Angeles, 22 novembre 1980), è stata un'attrice statunitense e, prima ancora, una star del musical e prima vera e propria sex symbol del cinema.
Dotata di un piccante senso dell'ironia e di curve sinuose e abbondanti, che esibiva in pose languide e provocanti, raggiunse il successo cinematografico dopo aver compiuto i 40 anni; fu maestra del doppio senso, scandalizzando l'America perbenista e puritana del suo tempo. Sceneggiò la maggior parte delle proprie interpretazioni e volle sempre scegliere personalmente i partner cinematografici, privilegio raramente concesso ad altre dive del cinema.
L'American Film Institute ha inserito la West al quindicesimo posto tra le più grandi star della storia del cinema.

## Biografia

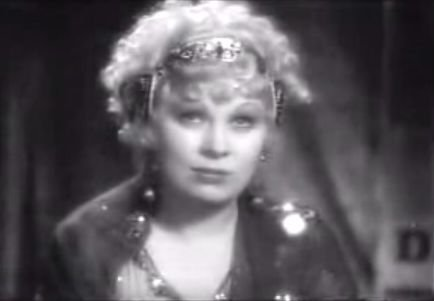
Mae West in Non sono un angelo (1933)

Mae West iniziò prestissimo la sua carriera teatrale, quando - a soli cinque anni - si esibì in numeri di vaudeville, diventando successivamente una star del musical. Il 22 settembre 1911 fu Maggie O'Hara nella prima assoluta della rivista A La Broadway di Harold Orlob per il Broadway theatre. Nel 1912 fu petite Daffy nella prima assoluta a Broadway di A Winsome Widow di Raymond Hubbell, prodotto da Florenz Ziegfeld con Leon Errol, le Dolly Sisters e Charles King. Nel 1914 sposò il musicista torinese Guido Deiro, da cui divorziò nel 1920. Nel 1918 fu Mayme Dean nell'anteprima ad Atlantic City di Sometime di Rudolf Friml e Rida Johnson Young, diretta da Herbert Stothart, con Ed Wynn, e nella prima di New York. In tale rivista e nei primi anni venti lanciò un ballo chiamato "Shimmy" e iniziò a scrivere commedie che interpretò lei stessa, tra le quali Sex (1926), che a quei tempi suscitò grande scandalo, tanto che la polizia fece irruzione a teatro e l'attrice venne arrestata.
Debuttò nel cinema relativamente tardi, quando nel 1932 la Paramount la scritturò come coprotagonista di George Raft nel film Night After Night, in cui le venne data l'opportunità di riscrivere le sue battute; in tal modo Mae West riuscì ad attirare tutte le attenzioni su di sé. Grazie al successo riscosso dall'attrice in questa piccola parte, la Paramount decise di farne la protagonista di quello che sarà considerato il miglior film della West: Lady Lou (1933), per la regia di Lowell Sherman, tratto dalla commedia Diamond Lil, che la West stessa aveva scritto e rappresentato nel 1928. In questa spassosa commedia, ambientata nella New York della fine Ottocento, Mae West interpretò con irriverente disinvoltura una formosa e ironica cantante di saloon, che si trova coinvolta in un traffico di prostitute, ma che verrà però "salvata" (ovvero "sposata") da un attraente agente di polizia, interpretato da un giovanissimo e quasi esordiente Cary Grant. In questo film la West ebbe ampia opportunità di dimostrare la sua inesauribile verve, esibendosi in piccanti freddure e allusioni: alla domanda «Nessun uomo l'ha mai fatta felice?», lei risponde «Sicuro. Un sacco di volte».

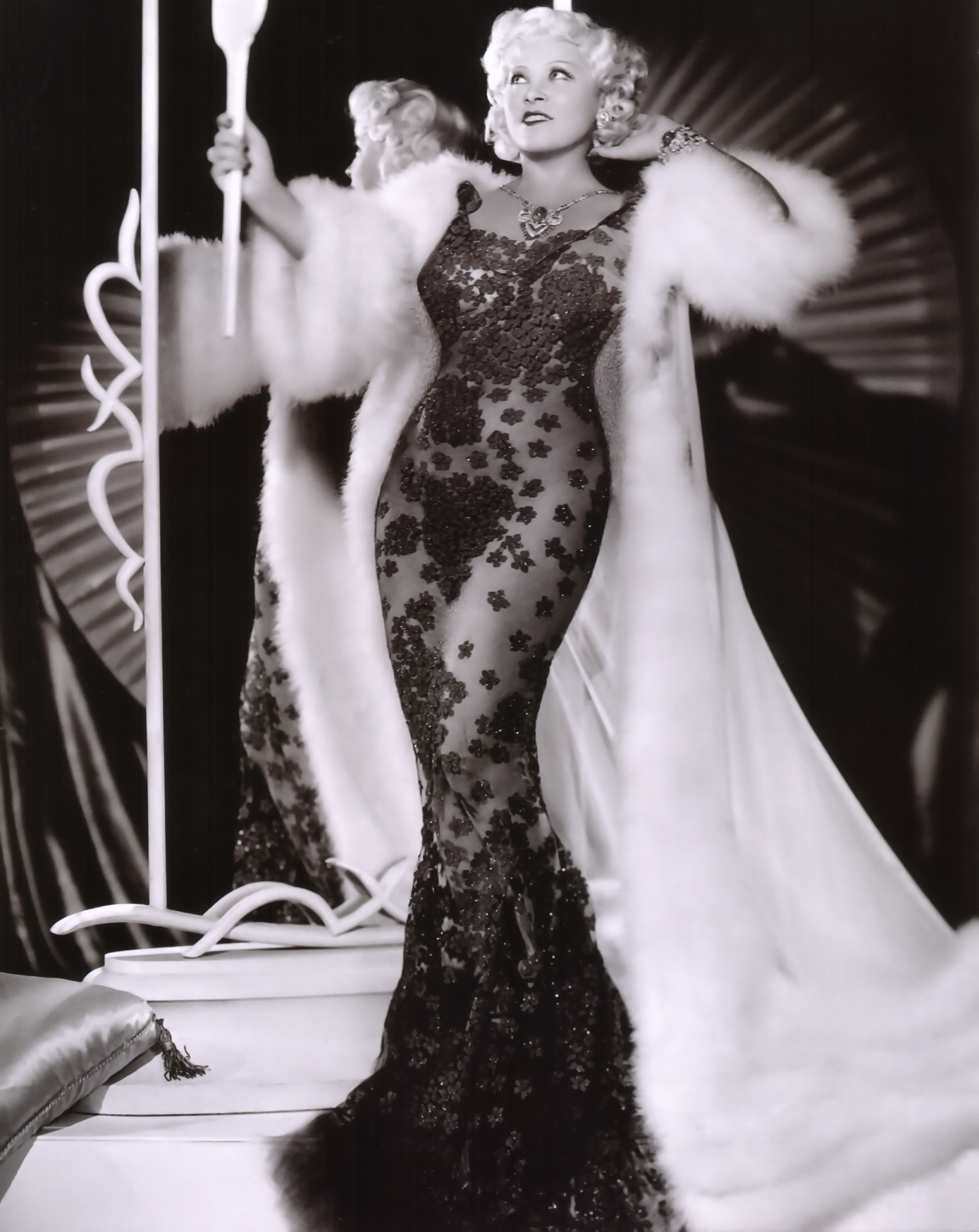
Mae West in Go West Young Man (1936)

In seguito interpretò alcuni film di grande successo, di cui lei stessa scrisse le sceneggiature, come Non sono un angelo (1933) di Wesley Ruggles, sempre accanto a Cary Grant, Belle of the Nineties (1934) di Leo McCarey, e Annie del Klondike (1936) di Raoul Walsh. Dopo la rottura del suo contratto con la Paramount, Mae West venne scritturata dalla Universal, che la affiancò al caustico commediante W. C. Fields nella commedia Mia bella pollastrella (1940) di Edward F. Cline; l'idea di un'accoppiata del genere portò i produttori a puntare su un film che, nonostante le pessime critiche, fu la pellicola di maggior successo del 1940, seconda solo a Via col vento (1939). I rapporti tra i due attori sul set furono comunque contrastati. Dopo il mediocre The Heat's On, girato nel 1943 per la Columbia, l'attrice decise di abbandonare il cinema.
Nel 1950 le venne proposto il ruolo di Norma Desmond in Viale del tramonto, ma il regista Billy Wilder cambiò idea quando l'attrice, come sua abitudine, pretese di riscrivere la sceneggiatura. La West perse l'opportunità di affrontare un ruolo (in seguito interpretato superbamente da Gloria Swanson), che avrebbe potuto darle ancora grande fama. Preferì invece continuare la sua attività di attrice teatrale, riproponendo con successo a Broadway la sua commedia Diamond Lil, che andò in scena dal 1949 al 1951. Fu anche attiva come scrittrice, pubblicando nel 1953 il romanzo The Constant Sinner (tradotto in Italia come L'eterna peccatrice) e nel 1959 un'audace autobiografia dal titolo Goodness Had Nothing to Do with It.
Nel 1970, dopo quasi trent'anni di lontananza dallo schermo, tornò al cinema interpretando nuovamente la parte di una vamp nel disastroso film Il caso Myra Breckinridge di Michael Sarne, con Raquel Welch e John Huston, tratto da un racconto satirico di Gore Vidal, ma solo perché le era stato concesso di riscriversi le battute. La sua ultima interpretazione risale al 1978 nel film Sextette di Ken Hughes, con Timothy Dalton, Tony Curtis e George Raft, dove apparve ormai ottantacinquenne.
Morì nel 1980 a Los Angeles per cause naturali.

## Citazioni
- Le bottiglie contour della Coca-Cola, comparse nel 1916, hanno una forma particolare con marchio registrato, probabilmente ispirata alle curve anatomiche della sex symbol Mae West che indossava il particolare abito aderente detto hobble skirt.[8]
- Salvador Dalí dipinse il famoso Ritratto di Mae West che può essere usato come appartamento, dove è raffigurata una stanza con il divano a forma di labbra ed altri elementi di arredo che nell'insieme compongono il volto di Mae West[9]. L'opera si trova anche come installazione nel Museo Dalí di Figueres.
- Il giubbotto di salvataggio in dotazione ai piloti della RAF durante la seconda guerra mondiale venne soprannominato appunto "Mae West" per le sue forme tondeggianti.[10]
- Il suo volto compare nella copertina dell'album Sgt. Pepper's Lonely Hearts Club Band dei Beatles.[11]
- Viene citata nel testo della canzone Flagra di Rita Lee.
- Bobbie Deerfield, protagonista del film di Sydney Pollack Un attimo, una vita, interpretato da Al Pacino, fa un'imitazione di Mae West per la compagna Liliana Morelli.
- La sua celeberrima battuta: "Hai una pistola in tasca o sei contento di vedermi?", del film Lady Lou del 1933, fu ripresa e parodiata in Chi ha incastrato Roger Rabbit, dove è pronunziata così da Dolores: "Di' un po', Eddie, hai un coniglio in tasca o sei contento di vedermi?"[12]
- Il Mae West è una scultura architettonica alta 52 metri situata a Monaco di Baviera, dell'artista Rita McBride, completata nel 2011, la cui struttura sinuosa porta il nome della sex symbol Mae West, omaggiando la sua forma corporea.

## Filmografia

### Attrice
- Night After Night, regia di Archie Mayo (1932)
- Lady Lou (She Done Him Wrong), regia di Lowell Sherman (1933)
- Non sono un angelo (I'm No Angel), regia di Wesley Ruggles (1933)
- Belle of the Nineties, regia di Leo McCarey (1934)
- Goin' To Town, regia di Alexander Hall (1935)
- Annie del Klondike (Klondike Annie), regia di Raoul Walsh (1936)
- Fashions in Love cortometraggio (1936)
- Go West Young Man, regia di Henry Hathaway (1936)
- Every Day's A Holiday, regia di A. Edward Sutherland (1937)
- Mia bella pollastrella (My Little Chickadee), regia di Edward F. Cline (1940)
- The Heat's On, regia di Gregory Ratoff (1943)
- Il caso Myra Breckinridge (Myra Breckinridge), regia di Michael Sarne (1970)
- Sextette, regia di Ken Hughes (1978)

### Sceneggiatrice
- Night After Night, regia di Archie Mayo - dialogo addizionale, non accreditata (1932)
- Non sono un angelo (I'm No Angel), regia di Wesley Ruggles - storia, sceneggiatura, dialoghi (1933)
- Belle of the Nineties, regia di Leo McCarey - storia It Ain't No Sin (1934)
- Goin' To Town, regia di Alexander Hall - sceneggiatura (1935)
- Annie del Klondike (Klondike Annie), regia di Raoul Walsh - lavoro teatrale, sceneggiatura (1936)
- Go West Young Man, regia di Henry Hathaway - lavoro teatrale, sceneggiatura (1936)
- Every Day's A Holiday, regia di A. Edward Sutherland - sceneggiatura (1937)
- Mia bella pollastrella (My Little Chickadee), regia di Edward F. Cline - sceneggiatura originale (1940)
- Sextette, regia di Ken Hughes - lavoro teatrale Sextet (1978)

### Film e documentari con Mae West (parziale)
- Hollywood on Parade No. A-9, regia di Louis Lewyn (1933)
- Hollywood on Parade No. B-5, regia di Louis Lewyn (1933)
- The Fashion Side of Hollywood, regia di Josef von Sternberg (1935)
- Hollywood Without Make-Up documentario, regia di Rudy Behlmer, Loring d'Usseau (1963)
- Mae West, episodio tv Wayne and Shuster Take an Affectionate Look At... (1965)
- Le dee dell'amore (The Love Goddesses) documentario di Saul J. Turell - filmati di repertorio (1965)
- The Best of Laurel and Hardy, regia di James L. Wolcott (1969)
- The Casting Couch, regia di John Sealey - video con filmati di repertorio (1995)

## Opere teatrali
- Sex (1926)
- The Drag (1927)
- Diamond Lil (1928, ripresa anche a Broadway nel 1949 e nel '51)
- Pleasure Man (1929)
- The Constant Sinner (1931)
- Catherine Was Great (1944)
- Come On Up (1946)

## Doppiatrici italiane
- Marzia Ubaldi in Lady Lou (ridoppiaggio), Non sono un angelo
- Lola Braccini in Lady Lou